# Lesione
Lesione è un termine utilizzato in medicina per indicare una qualsiasi alterazione a carico di un tessuto o di un organo che comporti un cambiamento della forma, della funzione o della morfologia degli stessi, come conseguenza di un insulto fisico, chimico o biologico. Può derivare da un trauma oppure caratterizzare una malattia. Si tratta di un termine generico che può indicare numerose condizioni, dall'ulcera alla ferita, al tumore.
La parola deriva dal latino laesus, participio passato del verbo laedĕre che significa danneggiare.
Le lesioni possono essere definite focali o multifocali, qualora si tratti di singole o multiple alterazioni localizzate. Possono essere localmente estese o diffuse quando il danno è più ampio, tanto da invadere organi o tessuti situati in posizioni adiacenti o a distanza.

## Tipologie
Non esiste una classificazione o convenzione di denominazione designata per le lesioni. Poiché le lesioni possono verificarsi ovunque nel corpo e la definizione di lesione è così ampia, le varietà di lesioni sono praticamente infinite. In generale, le lesioni possono essere classificate in base ai loro patterns, alle loro dimensioni, alle loro posizioni o alle loro cause. Possono anche essere denominate dalla persona che le ha scoperte. Ad esempio, le lesioni di Ghon, che si trovano nei polmoni di coloro che hanno la tubercolosi, prendono il nome dal loro scopritore, Anton Ghon.